# Google Images
Google Images (in het Nederlands Google Afbeeldingen) is een dienst van Google waarmee afbeeldingen gezocht kunnen worden op het internet. De dienst bestaat sinds december 2001, na een grote vraag naar een groene Versacejurk van Jennifer Lopez.
Er zijn diverse mogelijkheden om geavanceerd naar plaatjes te zoeken. Zo kan men selecteren op grootte, bestandsformaat en kleur. Google Images biedt ook de mogelijkheid om zoekresultaten te filteren.
Het trefwoord is gebaseerd op de naam van de afbeelding, een gelinkte tekst met de afbeelding of een tekst die bij de afbeelding staat.